# Monasterio de Savina (Serbia)
El Monasterio cueva de Savina o Gornja Savina Isposnica se encuentra a unos quince kilómetros del Monasterio de Studenica.
Está localizado en el distrito de Raška, en Serbia.